# Ficus variegata
Ficus variegata är en mullbärsväxtart som beskrevs av Carl Ludwig von Blume. Ficus variegata ingår i släktet fikonsläktet, och familjen mullbärsväxter. Inga underarter finns listade i Catalogue of Life.

## Bildgalleri

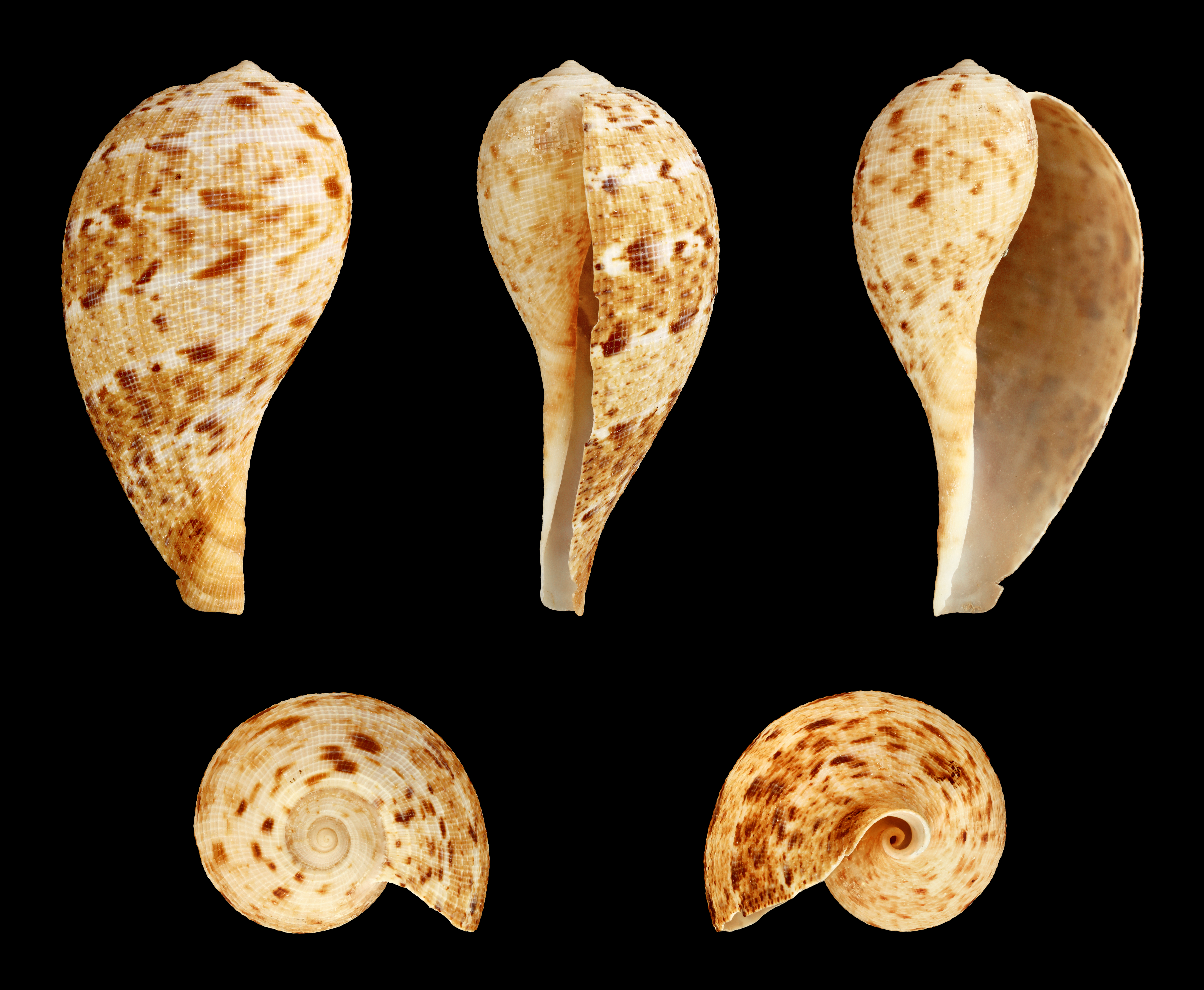
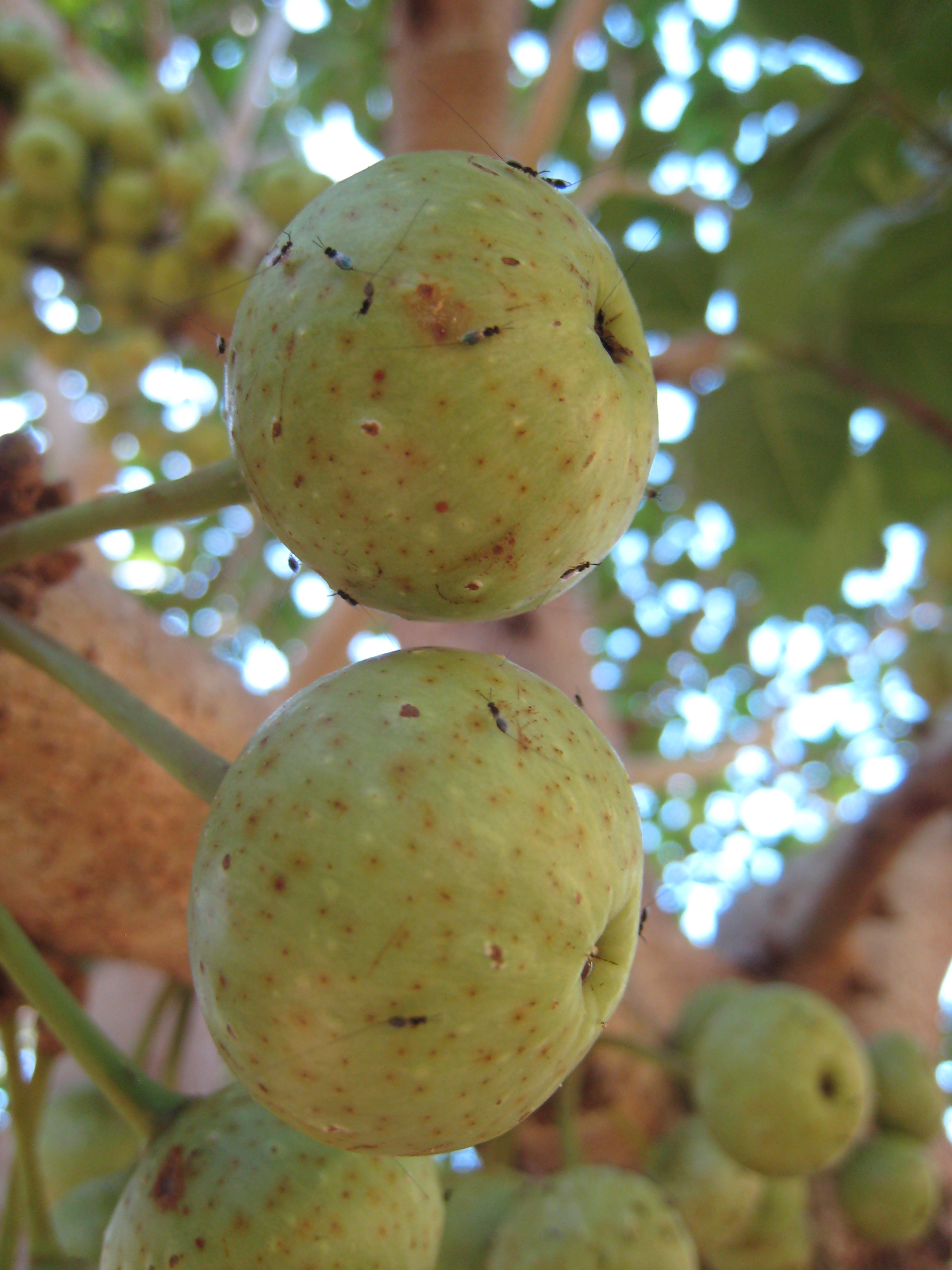
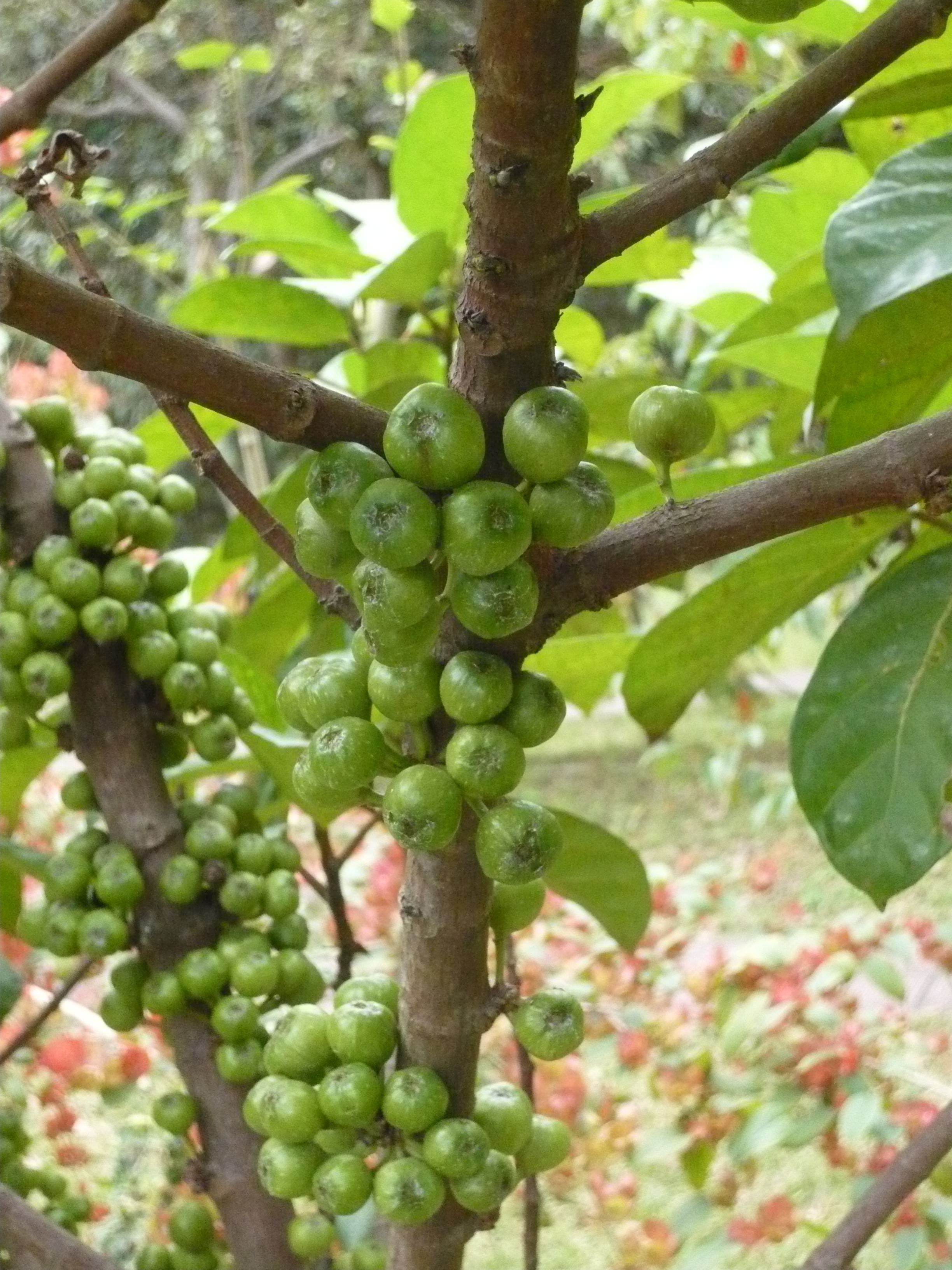
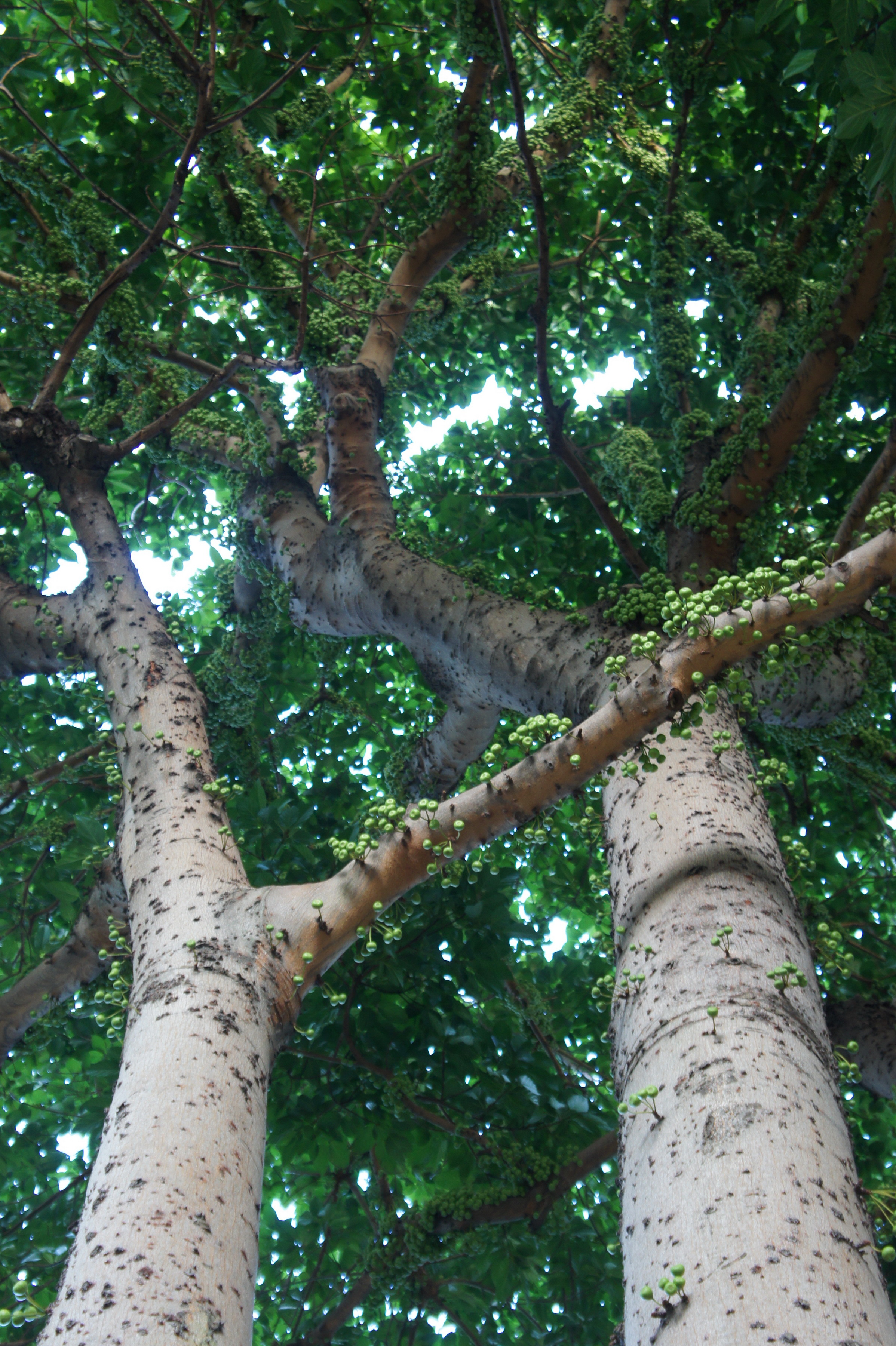
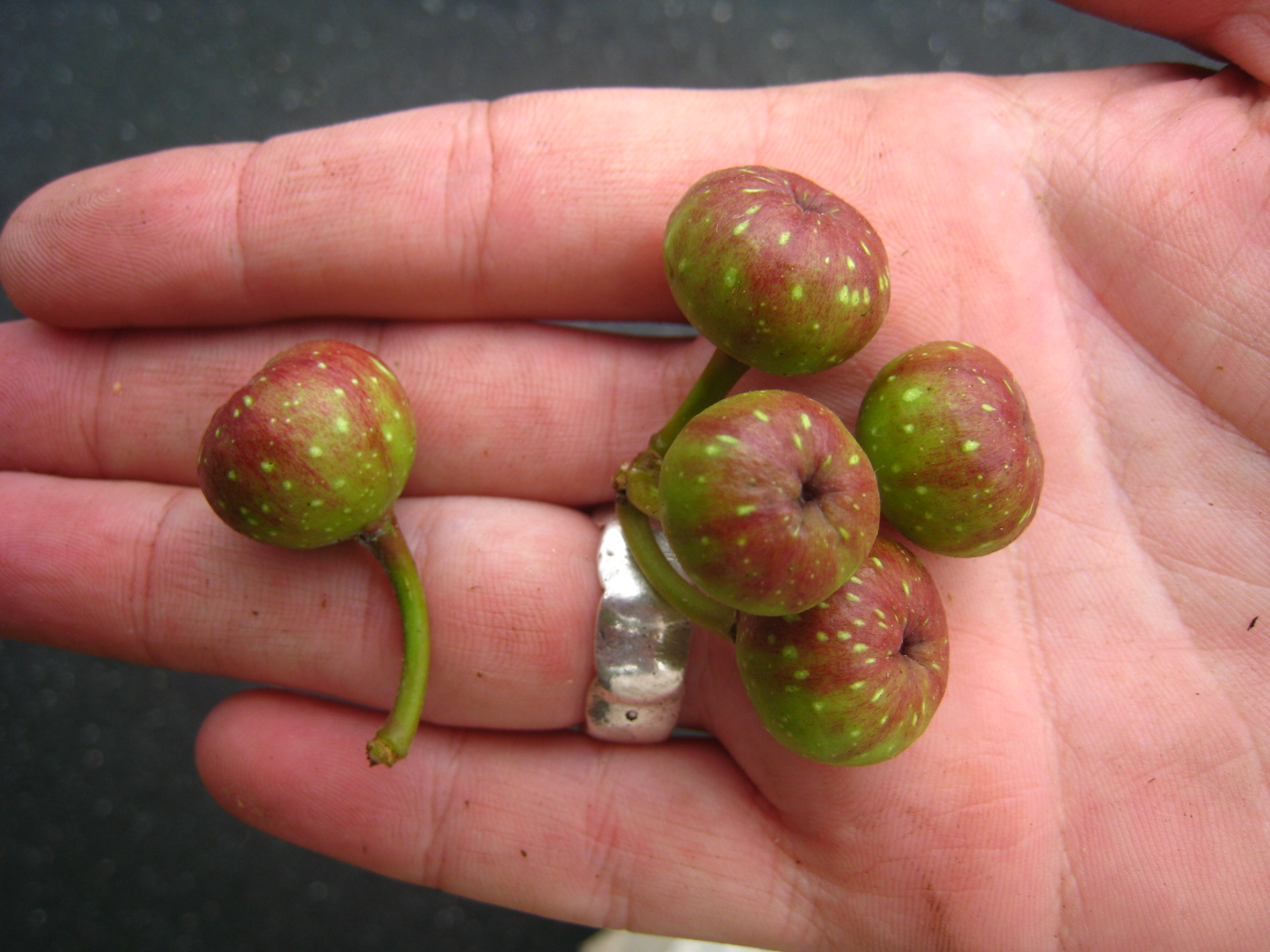
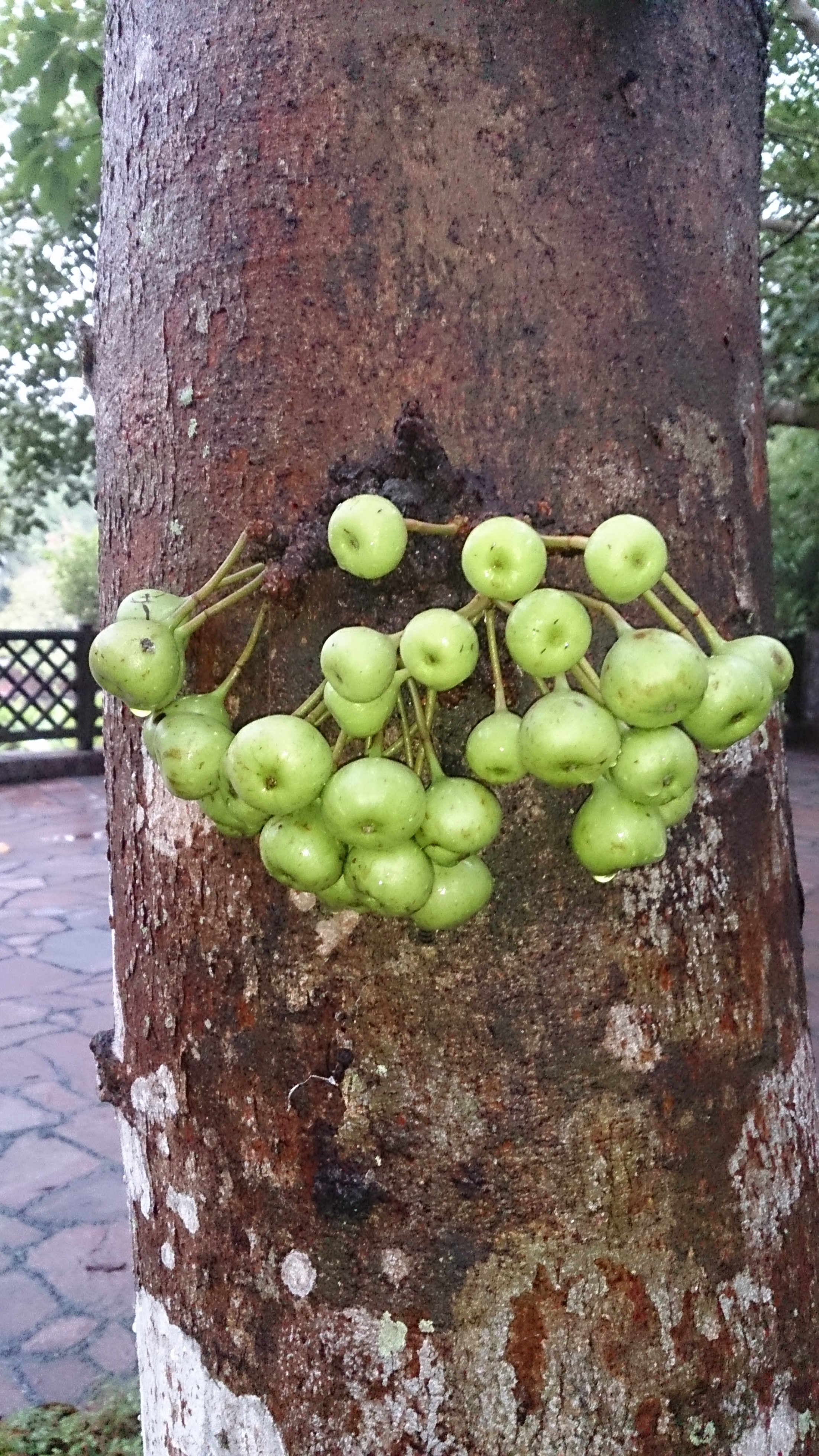